# Nacho Vigalondo
Ignacio Vigalondo Palacios, conosciuto come Nacho Vigalondo (Cabezón de la Sal, 6 aprile 1977), è uno sceneggiatore, attore e regista spagnolo.

## Biografia
Ha frequentato l'Università dei Paesi Baschi senza però terminare gli studi. Ha cominciato l'attività realizzando spot pubblicitari e piccoli cortometraggi.
Il suo cortometraggio 7:35 de la mañana del 2003, di cui Vigalondo è regista, attore protagonista, sceneggiatore e compositore della musica, ha ricevuto una nomination per il miglior cortometraggio agli Academy Award e agli European Film Awards. Ha realizzato il suo primo lungometraggio nel 2007, Los Cronocrímenes, un film incentrato sui viaggi nel tempo e i suoi paradossi temporali, per il quale ha ricevuto un Premio Goya per il miglior regista esordiente nel 2007.
Nel 2010 ha rivelato, sul suo blog ufficiale, che il suo prossimo lungometraggio sarebbe stato un altro film di fantascienza, in lingua spagnola, incentrato su una storia di alieni che invadono la Terra e intitolato Extraterrestre.
Il film è stato presentato al pubblico italiano nella cornice del festival della fantascienza Trieste Science+Fiction Festival, incontrando il favore pressoché unanime del pubblico.
Nel 2011 ha cominciato una collaborazione con l'autore di fumetti Mark Millar che ha portato alla realizzazione della miniserie Supercrooks di cui il regista è coautore del soggetto insieme a Millar, mentre i disegni vengono realizzati dall'artista filippino Lenil Yu. L'opera viene distribuita negli Stati Uniti dalla Marvel Comics (sotto l'etichetta Icon Comics) a partire da marzo 2012 e dura 4 numeri. Ancora prima della pubblicazione è previsto un adattamento cinematografico diretto dallo stesso Vigalondo.

## Filmografia

### Soggetto
- El encargado, regia di Sergio Barrejón - cortometraggio (2008)

### Sceneggiatore

#### Cinema
- Mezclar es malísimo, regia di David Serrano - cortometraggio (2001)
- Pornografía, regia di Haritz Zubillaga - cortometraggio (2003)
- 7:35 de la mañana, regia di Nacho Vigalondo - cortometraggio (2003)
- El tren de la bruja, regia di Koldo Serra - cortometraggio (2003)
- Choque, regia di Nacho Vigalondo - cortometraggio (2005)
- Cambiar el mundo, regia di Nacho Vigalondo - cortometraggio (2007)
- Domingo, regia di Nacho Vigalondo - cortometraggio (2007)
- Timecrimes (Los Cronocrímenes), regia di Nacho Vigalondo (2007)
- Marisa, regia di Nacho Vigalondo - cortometraggio (2009)
- Extraterrestre, regia di Nacho Vigalondo (2011)
- A Is for Apocalypse, episodio di The ABCs of Death, regia di Nacho Vigalondo (2012)
- Open Windows, regia di Nacho Vigalondo (2014)
- Salón de Belleza, regia di Nacho Vigalondo - cortometraggio (2014)
- Parallel Monsters, episodio di V/H/S: Viral, regia di Nacho Vigalondo (2014)
- Colossal, regia di Nacho Vigalondo (2016)
- Paradise Hills, regia di Alice Waddington (2019)

#### Televisione
- Gran hermano - serie TV, 9 episodi (2001)
- Agitación + IVA – serie TV (2005)
- Las aventuras galácticas de Jaime de Funes y Arancha, regia di Velasco Broca – film TV (2007)
- Muchachada nui – serie TV, episodi 2x13-4x11-4x12 (2008-2010)

### Attore

#### Cinema
- Sabotage!, diretto da Esteban Ibarretxe e Jose Miguel Ibarretxe (2000)
- Código 7 - serie di tre cortometraggi (2002)
- Snuff 2000, regia di Borja Crespo - cortometraggio (2002)
- Borja Crespo, regia di Víctor García León - cortometraggio (2003)
- 7:35 de la mañana, regia di Nacho Vigalondo - cortometraggio (2003)
- El tren de la bruja, regia di Koldo Serra - cortometraggio (2003)
- Huida a toca teja, regia di Pablo Aragüés - cortometraggio (2005)
- Choque, regia di Nacho Vigalondo - cortometraggio (2005)
- El síndrome de Svensson, regia di Kepa Sojo (2006)
- La máquina de bailar, regia di Óscar Áibar (2006)
- La gran revelación, regia di Santiago De Lucas - cortometraggio (2007)
- Foxy Lady, regia di Álvaro Oliva - cortometraggio (2007)
- Timecrimes (Los Cronocrímenes), regia di Nacho Vigalondo (2007)
- La Aventura de Rosa, regia di Ángela Armero - cortometraggio (2008)
- La fortuna della vita (La chispa de la vida), regia di Álex de la Iglesia (2011)
- Cabás, regia di Pablo Hernando (2012)
- Open Windows, regia di Nacho Vigalondo (2014)
- Bienvenidos al Fin del Mundo, regia di Manu Carbajo - cortometraggio (2015)
- Fuga nella giungla (Camino), regia di Josh C. Waller (2015)

#### Televisione
- Las aventuras galácticas de Jaime de Funes y Arancha, regia di Velasco Broca – film TV (2007)
- Muchachada nui – serie TV, episodio 3x12 (2009)
- Pendiente de Título – serie TV, episodio 1x11 (2009)
- Con pelos en la lengua – serie TV, episodio 1x3 (2009)
- El corto y cálido verano – serie TV (2010)
- 100 Calabazas – serie TV, episodio 1x36 (2011)
- Balas perdidas – serie TV, episodio 1x1 (2013)

### Regista

#### Cinema
- Una lección de cine - cortometraggio (1999)
- Código 7 - serie di tre cortometraggi (2002)
- 7:35 de la mañana - cortometraggio (2003)
- Choque - cortometraggio (2005)
- Cambiar el mundo - cortometraggio (2007)
- Domingo - cortometraggio (2007)
- Timecrimes (Los Cronocrímenes) (2007)
- Quiero dormir - cortometraggio/spot pubblicitario (2009)
- Marisa - cortometraggio (2009)
- Extraterrestre (2011)
- A Is for Apocalypse, episodio di The ABCs of Death (2012)
- Sins of the Father, episodio di The Profane Exhibit (2013)
- Open Windows (2014)
- Salón de Belleza - cortometraggio (2014)
- Parallel Monsters, episodio di V/H/S: Viral (2014)
- Confetti of the Mind: The Short Films of Nacho Vigalondo (2014)
- Colossal (2016)

#### Televisione
- Muchachada nui – serie TV, 4 episodi (2008-2010)
- Our Flag Means Death - serie TV, 3 episodi (2022)